# Musée Frédéric-Dumas
 (juillet 2023).
Si vous disposez d'ouvrages ou d'articles de référence ou si vous connaissez des sites web de qualité traitant du thème abordé ici, merci de compléter l'article en donnant les références utiles à sa vérifiabilité et en les liant à la section « Notes et références ».
Le musée Frédéric-Dumas est un musée français situé à Sanary-sur-Mer, ainsi dénommé en mémoire de Frédéric Dumas, pionnier de la chasse et de la plongée sous-marines et arrivé à Sanary-sur-Mer lorsqu'il était enfant. Il contient des pièces relatives à la plongée autonome et expose au public des équipements historiques de plongée sous-marine, le plus souvent des objets uniques ayant été conçus par des inventeurs pionniers dans le domaine de la plongée autonome.

## Historique
Barthélemy Rotger (militaire des chantiers navals de la Seyne) et Gérard Loridon (l'un des premiers plongeurs de la SOGETRAM, Société Générale des Travaux Maritimes et fluviaux, et plongeur du GERS entre 1954 et 1957) décident dans la première moitié des années 1990 de fonder une association loi de 1901 qui s'occuperait de gérer un musée exposant des équipements historiques de plongée sous-marine. Le musée ouvre alors ses portes en 1994 dans la Tour de Sanary située à proximité du port. Le besoin d'espace d'exposition amena Jean-Luc Fiorina, président de l'association en 2005, à demander au maire de Sanary l'ouverture d'une deuxième salle d'exposition. Située rue Lauzet-Aîné cette deuxième salle ouvrit en 2006 et porte le nom de salle Maurice Fargues, en honneur de l'un des premiers plongeurs du GRS. Maurice Fargues fut la première victime d'un accident de plongée en scaphandre autonome lors d'une immersion effectuée en 1947, à 120 mètres de profondeur.

## Frédéric Dumas

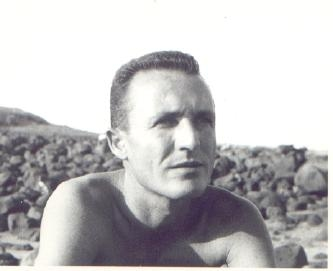
Frédéric Dumas en 1948.

Dumas fut l'un des « Trois Mousquemers », précurseurs de la plongée sous-marine. Il participa notamment en 1943, avec Jacques-Yves Cousteau et Philippe Tailliez, à la mise aux essais du détendeur de plongée, inventé cette année même par Émile Gagnan. Il inventa de nombreux équipements de plongée sous-marine, dont la sangle sous-cutale, conçue pour porter sur le dos des réserves d'air comprimé, ou des masques de plongée. Il a aussi participé à la réalisation du film Le Monde du silence, qui popularisa le monde sous-marin dans le monde entier.

## Collections
Certaines pièces du musée sont uniques dans le monde, dont les quelques exemples suivants :
- La reproduction du scaphandre du chevalier Pierre Rémy de Beauve, fabriqué en 1715 (cette reproduction fut utilisée pour la réalisation du film Ridicule) ;
- Le masque de plongée bricolé par Frédéric Dumas dans les années 1930 à partir d'une chambre à air de pneu de camion;
- Un exemplaire du premier modèle de bouée Fenzy, datant de 1961 ;
- Les palmes que se fabriqua Georges Sérénon, l'un des pionniers de la plongée sous-marine et dont les héritiers ont été parmi les principaux donateurs de pièces historiques pour les collections du musée ;
- Le Scubster, ou sous-marin humide, don de Stéphane Rousson.

## Localisation
Le musée présente une partie de ses collections liées à la plongée autonome dans la salle « Maurice-Fargues », rue Lauzet-Ainé.  
Du port et en direction de Portissol c’est la seconde rue à gauche après l’hôtel de la Tour.
Des pièces archéologiques se trouvent dans la Tour romane au centre-ville.

## Autres musées de plongée
Il existe en France un autre musée portant sur l'histoire des équipements sous-marins, le Musée du Scaphandre, située à Espalion, dans l'Aveyron.